# Nuredin Rexhep Voka
Nuredin Rexhep Voka (ur. 1847 w Šipkovicy, zm. 1917 w Konstantynopolu) – osmański i albański pisarz oraz teolog muzułmański, mufti Manastiru. Autor książki pod tytułem Mendime.

## Życiorys
W 1868 roku rozpoczął studia teologiczne na jednej z uczelni w Konstantynopolu, po których ukończeniu pracował jako wykładowca. W 1895 roku przybył do Tetowa, gdzie był zaangażowany w działalność na rzecz albańskich nacjonalistów, a w 1903 roku został muftim Manastiru.